# Landgraf-Philipps-Anlage

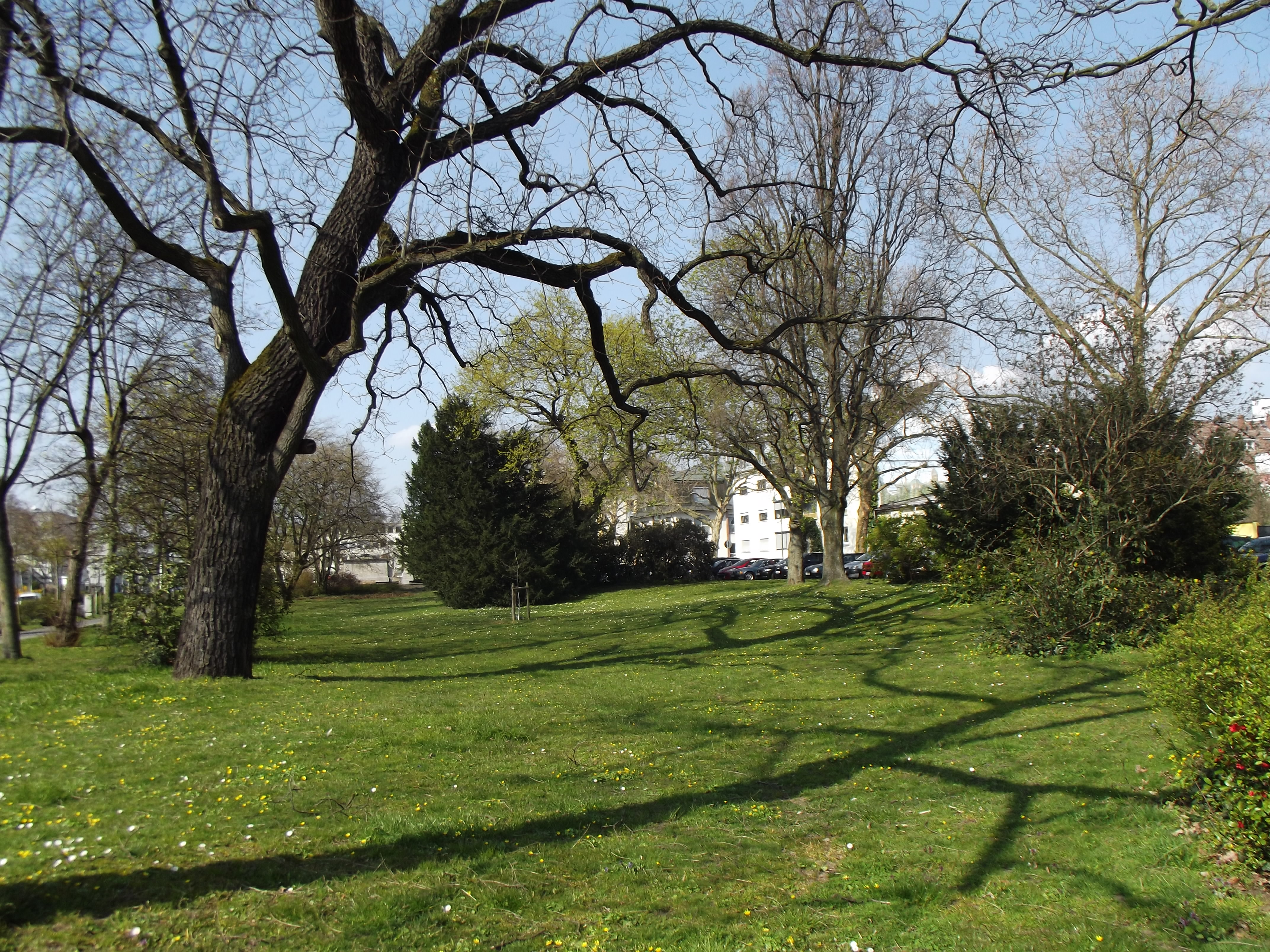
Landgraf-Philipps-Anlage im Frühling 2015

Die Landgraf-Philipps-Anlage ist eine kleine Parkanlage in Darmstadt. Die 200 Meter lange und 40 Meter breite Anlage wurde nach Landgraf Philipp benannt.
Sie wird begrenzt durch die gleichnamige Straße Landgraf-Philipps-Anlage und die Fritz-Bauer-Straße (bis 30. April 2023 Hindenburgstraße).
Im Zentrum der Parkanlage steht das Denkmal der Hessischen Kavallerieregimenter, auch Dragonerdenkmal genannt, als Ehrenmal für die im Ersten Weltkrieg gefallenen Soldaten der beiden in Darmstadt stationierten Dragoner-Regimenter des Großherzogtums Hessen. Das breitgelagerte Denkmal auf einer um drei Stufen erhöhten Terrasse wird von zwei Säulen mit Kompositkapitellen auf hohen Postamenten flankiert, auf denen nackte Reiter mit erhobenen Speeren auf steigenden Pferden postiert sind. Die Inschrift auf einer Tafel des Denkmals lautet:
Den Gefallenen des Großherzoglich Hessischen Garde-Dragoner-Regiments Nr. 23 / Großherzoglich Hessischen Leib-Dragoner-Regiments Nr. 24 / 1914–1918.
Weitere Inschriftentafeln erinnern an die Kriege, an denen beide Dragonerregimenter zwischen 1790 und 1914 und die ihnen nachfolgenden Armeeeinheiten der Reichswehr bis 1945 teilnahmen. Das Denkmal wurde 1927 hier aufgestellt, sein Entwurf stammt von dem Bildhauer und Architekten Georg Blass (1890–1968), der als Kriegsfreiwilliger im Leib-Dragoner-Regiment Nr. 24 kämpfte und als Dozent an der Technischen Hochschule Darmstadt lehrte.

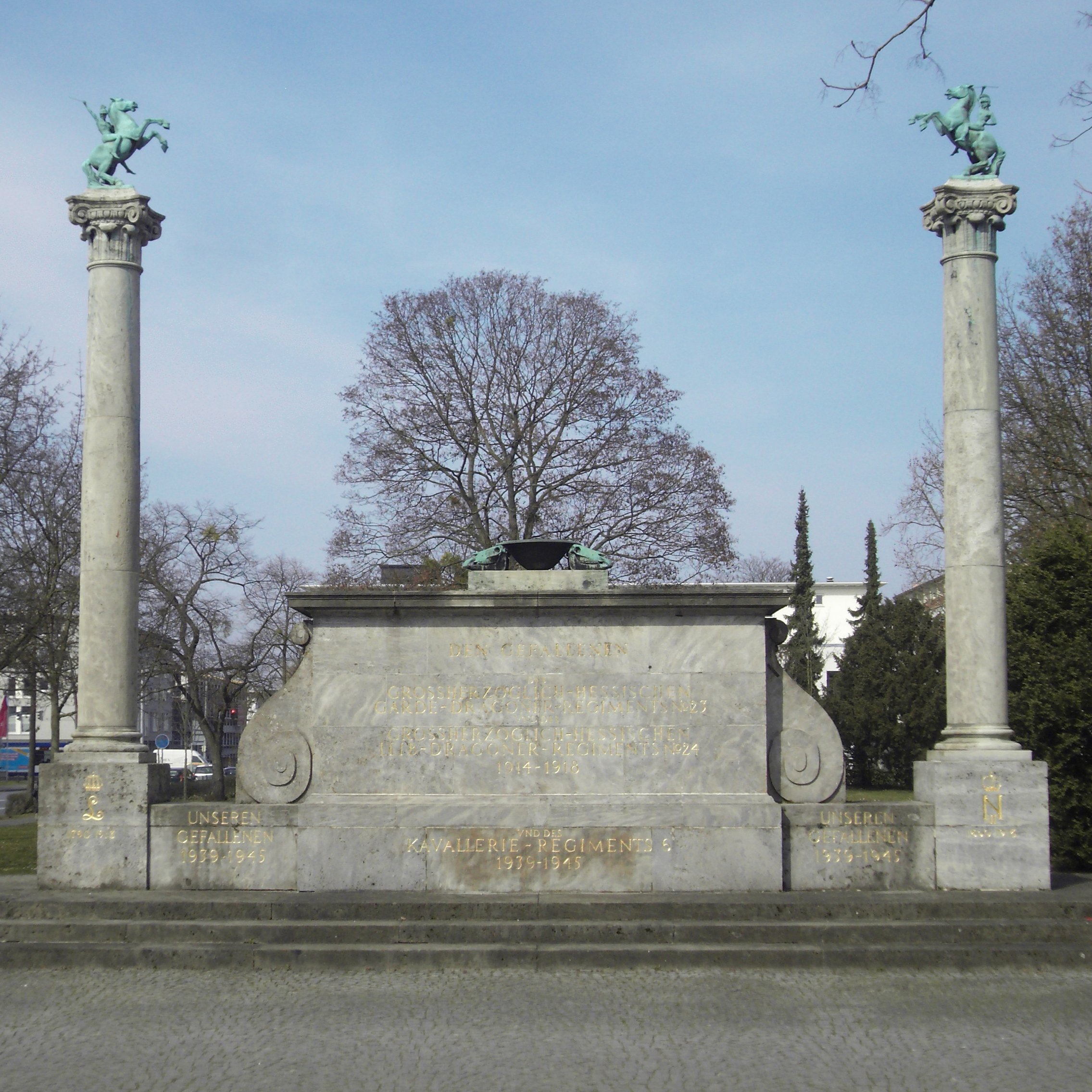
Dragonerdenkmal
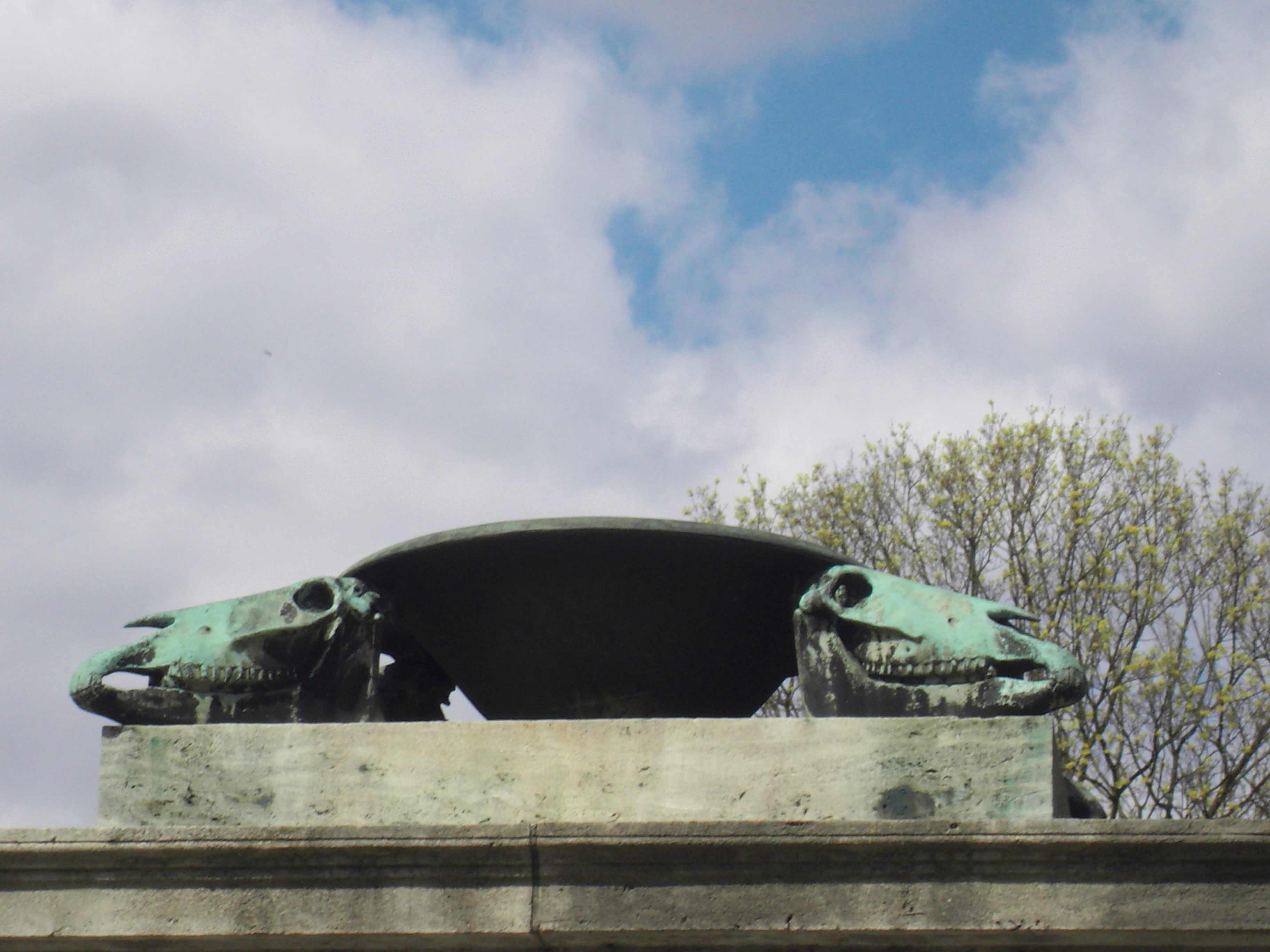
Dragonerdenkmal, Pferdeschädel
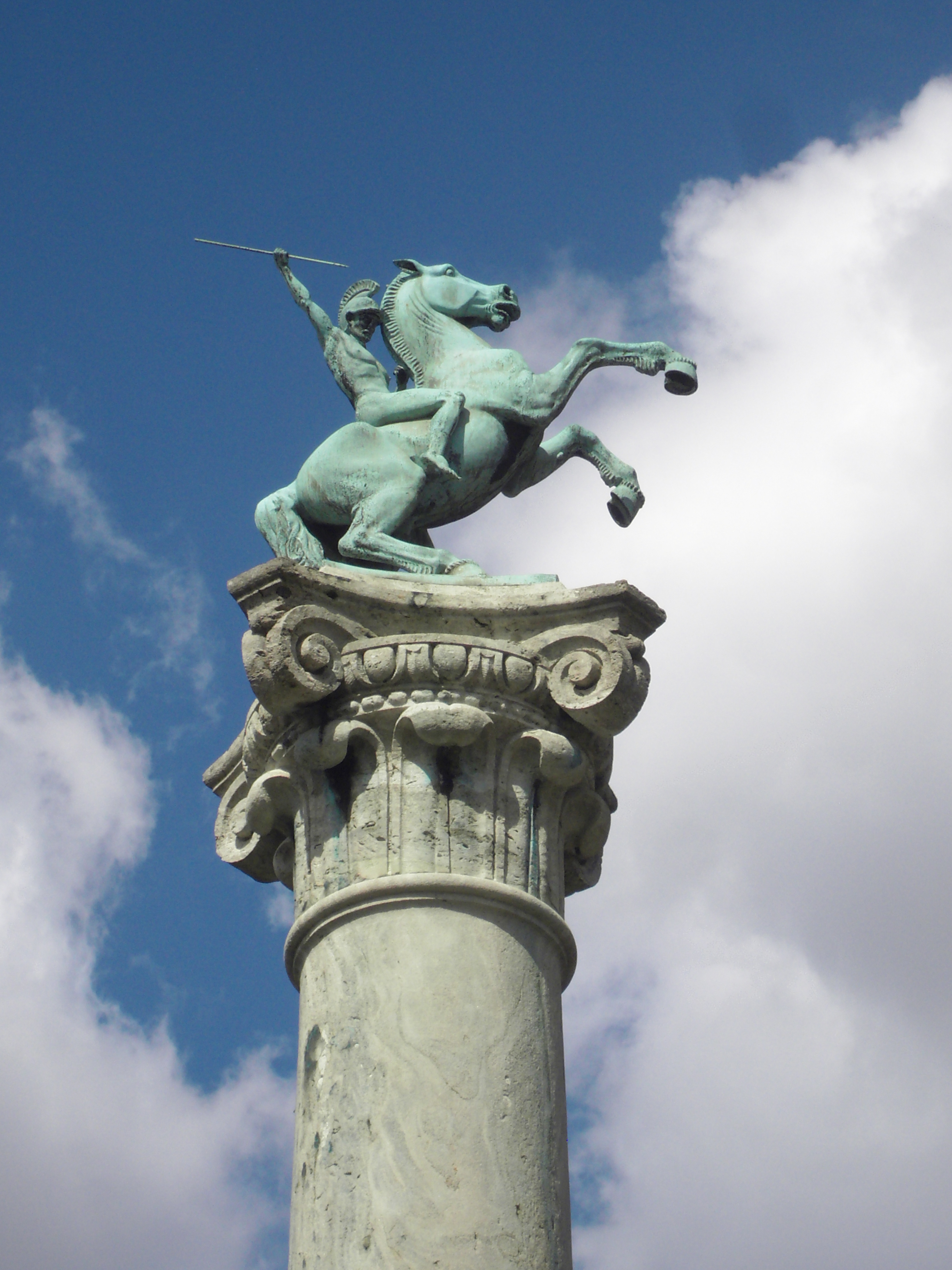
Dragonerdenkmal, Reiter auf Säule
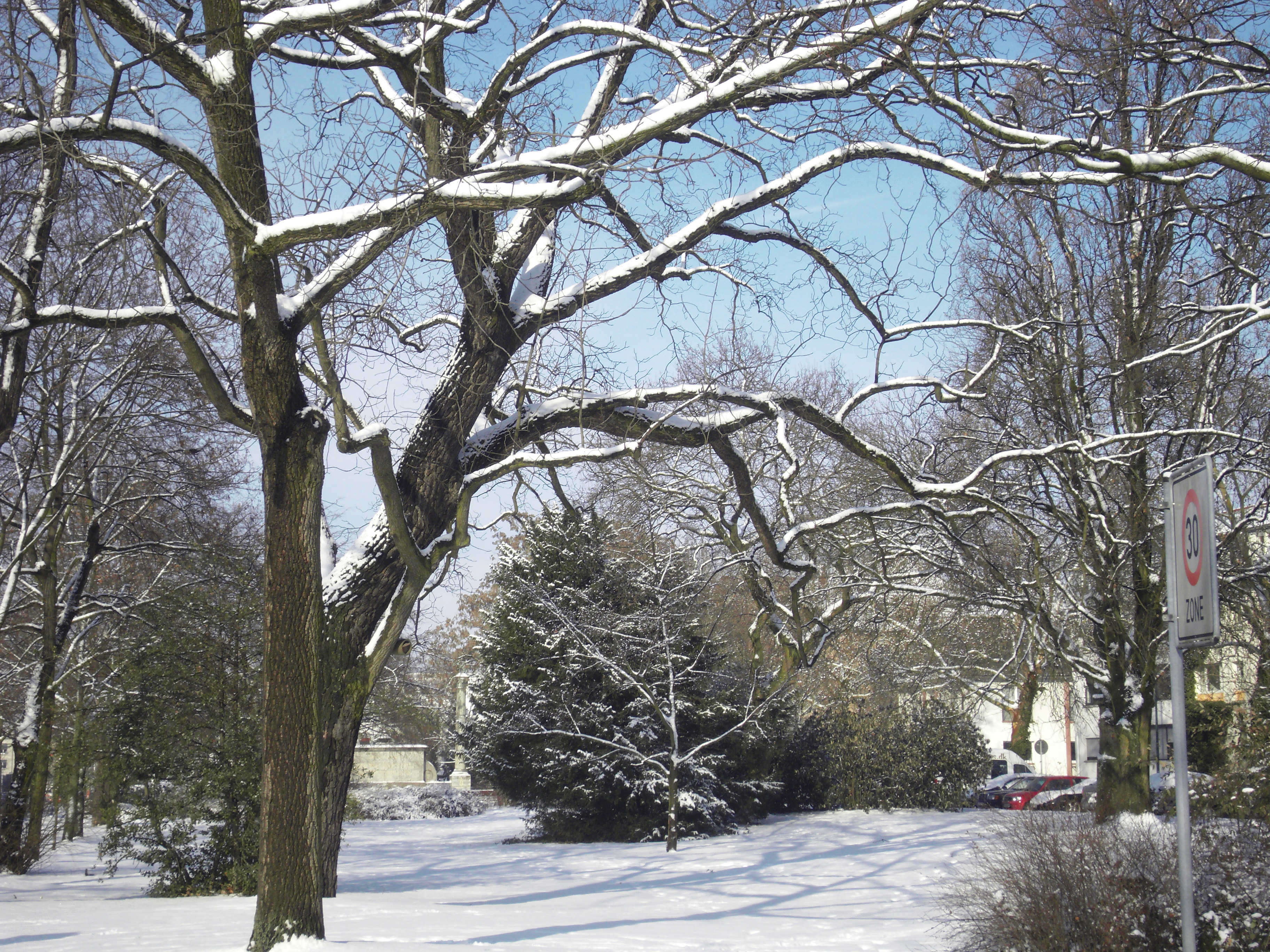
Landgraf-Philipps-Anlage im Winter 2010